# Watertoren (Ootmarsum)
De watertoren van Ootmarsum is gebouwd in 1934. De toren heeft een hoogte van 9,05 meter en heeft een waterreservoir met een inhoud van 216 m³.